# Brooktrails
Brooktrails es un lugar designado por el censo ubicado en el condado de Mendocino en el estado estadounidense de California. En el año 2010 tenía una población de 3,235 habitantes.

## Geografía
Brooktrails se encuentra ubicado en las coordenadas 39°26′37″N 123°22′59″O / 39.44361, -123.38306.